# Storey Racing
El Storey Racing (Código UCI: STR) es un equipo ciclista femenino del Reino Unido de categoría amateur.

## Material ciclista
El equipo utiliza bicicletas Boardman y equipamiento deportivo Adidas.

## Clasificaciones UCI
Las clasificaciones del equipo y de su ciclista más destacado son las siguientes:
| Temporada | Clasificación por equipos | Mejor corredor | Posición |
| 2018      |                           |                |          |

## Palmarés
Para años anteriores véase: Palmarés del Storey Racing.

### Palmarés 2018

#### UCI WorldTour 2018
| Fechas | Carreras | Ganadora |
|        |          |          |

#### Calendario UCI Femenino 2018
| Fechas | Carreras | Ganadora |
|        |          |          |

#### Campeonatos nacionales
| Fechas | Carreras | Ganadora |
|        |          |          |

## Plantillas
Para años anteriores, véase Plantillas del Storey Racing

### Plantilla 2018
| Integrantes del equipo 2018 | Integrantes del equipo 2018 | Integrantes del equipo 2018          | Integrantes del equipo 2018 |
| Corredor                    | Fecha de nacimiento         | Equipo previo                        |                             |
| --------------------------- | --------------------------- | ------------------------------------ | --------------------------- |
| Bethany Crumpton            | 10 de junio de 1994         |                                      |                             |
| Monica Dew                  | 14 de enero de 1998         |                                      |                             |
| Hannah Dines                | 14 de abril de 1993         |                                      |                             |
| Rebecca Durrell             | 25 de agosto de 1988        | Drops (2017)                         |                             |
| Neah Evans                  | 1 de agosto de 1990         | Podium Ambition-Club La Santa (2016) |                             |
| Elizabeth-Jane Harris       | 7 de enero de 1988          | Podium Ambition-Club La Santa (2016) |                             |
| Ffion James                 | 21 de diciembre de 1997     |                                      |                             |
| Anna Kay                    | 6 de mayo de 1999           |                                      |                             |
| Joscelin Lowden             | 3 de octubre de 1987        |                                      |                             |
| Chanel Mason                | 1 de mayo de 1981           |                                      |                             |
| Emily Nelson                | 10 de noviembre de 1996     | Breeze (2017)                        |                             |
| Sarah Storey                | 26 de octubre de 1977       | Podium Ambition-Club La Santa (2016) |                             |
|                             |                             |                                      |                             |
| Fuente: UCI                 |                             |                                      |                             |